# Sabinenkloster
Das Sabinenkloster war ein Nonnenkloster in Prenzlau in der Uckermark vom 13. bis zum 16. Jahrhundert.

## Lage

Prenzlau, 1758, mit dem ehemaligen Klosterkomplex am senkrechten Ufer (rot), NW-Orientierung der Karte

Der Klosterkomplex lag am nördlichen Ufer des Unteruckersees südlich der Sabinenkirche in der Nähe einer vorherigen slawischen Burg (Röwenburg). Es gehörte zur kleineren Neustadt (Unterstadt, dann Berliner Vorstadt), südwestlich der größeren Altstadt von Prenzlau.
Von den mittelalterlichen Klostergebäuden ist nur die Ostwand der St.-Sabinen-Kirche erhalten.

## Geschichte

### Klostergeschichte
Das Kloster wurde vermutlich zwischen 1235 und 1250 durch den pommerschen Herzog Barnim I. an der Sabinus-Kirche, der ältesten Kirche der Stadt, gegründet (etwa zeitgleich mit dem Franziskanerkloster). Von 1250 ist die älteste Urkunde erhalten, in der den büßenden Schwestern vom Orden der seligen Maria Magdalena (sororibus penitentibus ordinis beate Marie Magdalene) die vier Kirchen der Stadt (St. Marien, St. Nikolai, St. Jacobi und St. Sabini) als Patronat von Barnim I. übergeben wurden. Im folgenden Jahr 1251 wurde dieses durch den neuen brandenburgischen Landesherrn Johann I. bestätigt.
Als Magdalenerinnen sind die Nonnen des Sabinenklosters 1250, 1251 und 1264 erwähnt. Der kurz vor 1230 gegründete Orden nahm 1232 die Augustinusregel an, weshalb die Nonnen in einer Urkunde von 1320, die ihnen Markgräfin Agnes das Patronat über die Prenzlauer Kirche bestätigte, rückwirkend für 1256 als Augustinerinnen bezeichnet wurden. Ende des 13. Jahrhunderts wurden die Nonnen als Benediktinerinnen (1291, 1320 erwähnt), und zwischenzeitlich auch als Zisterzienserinnen bezeichnet, sonst meist als Nonnen (sanctimoniales). Der Wechsel zur Benediktinerordnung kann im Zusammenhang mit dem Vertrag von Landin von 1250 gesehen werden, durch den Prenzlau Besitz der Askanier wurde.
Der Konvent wurde von einer Äbtissin geleitet, die von einer Priorin (priorissa) und weiteren Amtsträgerinnen unterstützt wurde. Diese traten in einigen Urkunden als alleinige Vertreterinnen auf, meist aber zusammen mit dem Propst.
Nach 1300 erhielt das Kloster umfangreiche Einkünfte aus Dörfern und Mühlen der Umgebung und weiterem durch die brandenburgischen Markgrafen übertragen, dazu Schenkungen und Stiftungen von Bürgern der Stadt und Gutsfamilien der Umgebung.

### Weitere Nutzung
Im Zuge der Einführung der Reformation wurde das Nonnenkloster 1543 säkularisiert und seit 1549 verpfändet. 1557 sicherte Kurfürst Joachim II. den verbliebenen zwölf Nonnen lebenslanges Wohnrecht zu. Seit 1559 wurde es als Rittergut mit allen Rechten und Besitzen an verschiedene Personen verlehnt. Die Kirchenpatronate gingen um 1593 an die Stadt Prenzlau. Die Sabinenkirche wurde Pfarrkirche.
Im 18. Jahrhundert bestanden noch Teile der ehemaligen Klausurgebäude und wurden als Armenunterkünfte genutzt. Um 1803 musste die Sabinenkirche nach Überschwemmungsschäden fast komplett neu gebaut werden.
1840 erwarb die Stadt Prenzlau das Rittergut Sabinenkloster samt Vorwerk, Schäferei und Ziegelei.